# Верхняя Еловка
Верхняя Еловка (каз. Верхняя Еловка) — упразднённое село в Курчумском районе Восточно-Казахстанской области Казахстана. Входило в состав Тоскаинского сельского округа. Ликвидировано в 2007 году.

## Население
По данным всесоюзной переписи 1989 года в селе проживало 4 человека, из которых эстонцы составляли 75 % населения, русские — 25 %. По данным переписи 1999 года, в селе проживало 15 человек (8 мужчин и 7 женщин).

## История
Бывшее эстонское село образованное в годы Столыпинской реформы.